# TRIP13
TRIP13‏ (Thyroid hormone receptor interactor 13) هوَ بروتين يُشَفر بواسطة جين TRIP13 في الإنسان.